# جون ألميدا
جون ألميدا (بالإنجليزية: June Almeida)‏ هي عالمة فيروسات بريطانية، ولدت في 5 أكتوبر 1930 في غلاسكو في المملكة المتحدة، وتوفيت في 1 ديسمبر 2007 في Bexhill-on-Sea ‏ في المملكة المتحدة بسبب نوبة قلبية.
في عام 1964، عملت في كلية الطب بمستشفى سانت توماس في لندن. وبحلول عام 1967، حصلت على دكتوراه في العلوم لأبحاثها والمنشورات الناتجة عنها أثناء عملها في كندا في معهد أونتاريو للسرطان في تورونتو ثم في لندن في سانت توماس. واصلت ألميدا بحثها في الكلية الملكية الطبية للدراسات العليا -أصبحت هذه الكلية في ما بعد جزءًا من كلية إمبريال كوليدج للطب.
نجحت ألميدا في التعرف على فيروسات التي لم تكن معروفة من قبل، بما في ذلك مجموعة من الفيروسات التي سميت فيما بعد بالفيروسات التاجية نظرًا لمظهرها الشبيه بالتاج (فيروسات كورونا). ساهمت ابتكاراتها ورؤاها في المجهر الإلكتروني المناعي في الأبحاث المتعلقة بتشخيص التهاب الكبد ب وفيروس نقص المناعة البشرية والحصبة الألمانية، بالإضافة إلى أمراض فيروسية أخرى. يستمر تضمين صورها المجهرية الإلكترونية في كتب علم الفيروسات، بعد عقود من إنتاجها لهم.

## مساهمات كبيرة
في كتابهما الصادر عام 2013 بعنوان «أن تلتقط فيروسًا»، يصف جون بوس ومارلين جاي أوغست دور ألميدا الحاسم في تهيئة المجهر الإلكتروني بشكل يتناسب مع عمل علم الفيروسات التشخيصي السريري.
قبل عملها مع أنتوني بيتر واترسون في الستينيات من القرن الماضي، كان قد أُجري عدد قليل جدًا من التحسينات على أول دليل على التجميع الأساسي للفيروس بواسطة جسم مضاد خاص به يمكن ملاحظته بواسطة المجهر الإلكتروني عام 1941. في عام 1963، ابتكرت ألميدا تقنية المجهر الإلكتروني المناعي، لتصور الفيروسات بشكل أفضل عبر تجميعها باستخدام الأجسام المضادة. في الستينيات، استخدم كل من ألميدا وواترسون التلوين السلبي للفيروسات تحت المجهر الإلكتروني – وهي تقنية سريعة وبسيطة، ليقدما بذلك ملاحظات مفصلة ممتازة عن مورفولوجيا الفيروس. أحدثت ملاحظاتهما ثورة في الفحص المجهري الإلكتروني للفيروسات بين عشية وضحاها.
في عام 1966، وباستخدام تقنياتها الجديدة، تمكنت ألميدا من التعرف على مجموعة من الفيروسات التنفسية البشرية غير المعهودة سابقًا، أثناء التعاون مع ديفيد تيريل ثم مدير مركز أبحاث الزكام في سالزبوري في ويلتشير. اقترح تيريل تسمية المجموعة الجديدة بالفيروسات التاجية (أو فيروسات كورونا). تضم عائلة الفيروسات التاجية الآن فيروس السارس وفيروس سارس كوف 2 المسبب لمرض كوفيد 2019.
في عام 1967، وباستخدام طريقة التجميع والمجهر الإلكتروني المناعي، صورت ألميدا فيروس الحصبة الألمانية لأول مرة. 

## الحياة الشخصية
انتقلت ألميدا إلى تورنتو في أونتاريو لتعمل في معهد أونتاريو للسرطان التابع لمركز الأميرة مارغريت للسرطان بعد زواجها في 11 ديسمبر 1954 من إنريكي روزاليو ألميدا (هنري) (1913-1993)، وهو فنان فنزويلي أنجبت منه ابنتها جويس.
حظيت ابنتها جويس التي عملت كطبيبة نفسية بابنتان. انتهى زواج ألميدا الأول بالطلاق.
تقاعدت ألميدا في عام 1985 لتقطن في بيكسهيل مع فيليب صاموئيل غاردنر، وهو زوجها الثاني وزميلها في دراسة علم الفيروسات الذي تزوجته عام 1979 وتوفي عام 1994.
ماتت ألميدا في بيكسهيل جراء نوبة قلبية عام 2007.

## ذكراها
سُمِّي مختبر جديد لاختبار كوفيد 19 في مستشفى غاي على اسم جون ألميدا في سبتمبر عام 2020.